# Psilacron gordiana
Psilacron gordiana är en fjärilsart som beskrevs av William Schaus 1928. Psilacron gordiana ingår i släktet Psilacron och familjen tandspinnare. Inga underarter finns listade.